# Hands Clean
Singles de Alanis Morissette
That I Would Be Good
(1999) Precious Illusions
(2002)
Clip vidéo
(en) [vidéo] « Hands Clean (officiel) (réalisation : Francis Lawrence) », sur YouTube
Pistes de Under Rug Swept
Narcissus
(2) Flinch
(4)
Hands Clean est un single de la chanteuse Alanis Morissette extrait de son album Under Rug Swept sorti en 2002. Le titre est sorti comme premier single de l'album le 4 février 2002.

## Linguistique du titre

### Phonétique et signification
Le titre Hands Clean (prononcé en anglais : /hændz kli:n/) pourrait se traduire de manière sourcière par mains propres ou bien mains lavées. Il s'agit d'une version abrégée d'une expression plus complète d'ailleurs utilisée dans le refrain : ♫And you've washed your hands clean of this (et jusque-là tu t'en es toujours lavé les mains).

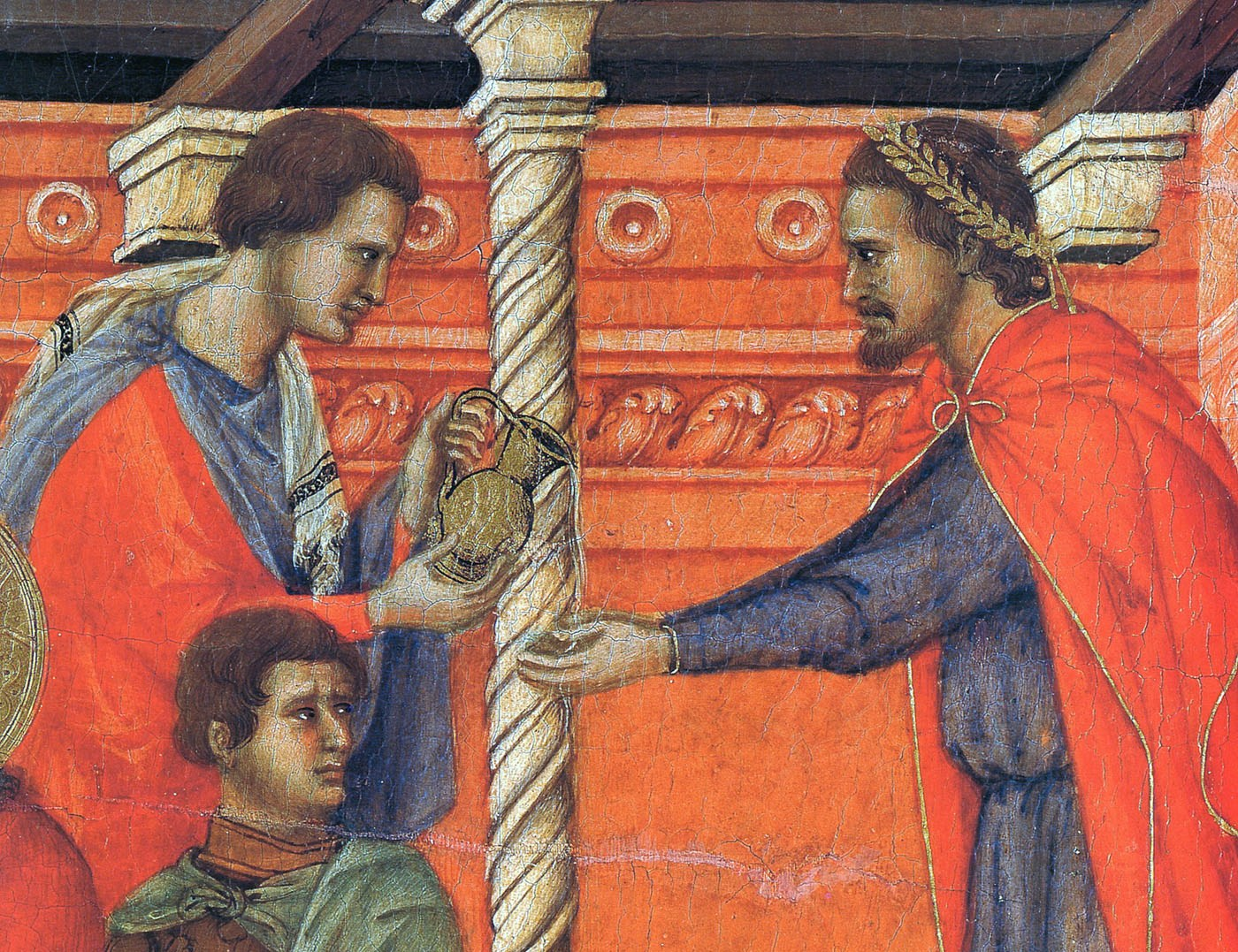
Ponce Pilate se lavant les mains. (Peinture de Duccio di Buoninsegna, XIIIe siècle)

### Étymologie
Il s'agit d'une référence biblique à un épisode du Nouveau Testament. Au moment de la crucifixion, Ponce Pilate préfet représentant de Rome en Judée, après avoir laissé au peuple le soin de choisir un condamné à gracier, prend acte de la décision du peuple de préférer voir Jésus se faire crucifier plutôt que Barabbas, un voleur accusé de meurtre. Surpris de la décision, il déclare que juste ou non, ce choix n'était pas son affaire, tout en se lavant les mains publiquement. Reprocher à quelqu'un de se laver les mains de quelque chose est donc une expression reprochant le désintérêt, le manque de considération.

## Histoire
Alanis a confié au magazine US Weekly que dans cette chanson elle évoque la relation qu'elle a eue à l'âge de 14 ans avec un homme de 29 ans, une relation qui a duré 5 ans.

## Clip vidéo
Francis Lawrence a dirigé ce vidéoclip, qui présente un écran de télévision illustrant la seule présumée inspiration de sa production et, éventuellement, une sortie comme un succès grand public. Elle commence dans un bar à sushi, avec Alanis voyant quelqu'un qu'elle hésite à rencontrer. Un retour en arrière se produit à l'endroit où ils s'étaient rencontrés auparavant, et montre le rejet de l'affection de la part d'Alanis. La vidéo suit ensuite ses succès musicaux pour les prochains mois jusqu'à ce qu'elle rencontre de nouveau l'homme, vieux et plus sage. La vidéo met en scène les acteurs Chris Sarandon et Masiela Lusha.

## Versions officielles
- Hands Clean (album version) – 4:29
- Hands Clean (acoustic version) – 4:08
- Hands Clean (radio edit) – 3:50
- Hands Clean (sound check)

La version album a une répétition du refrain avant le solo instrumental joué jusqu'à la fin, tandis que la "radio edit" ne joue que le refrain une fois à la fin avant le solo instrumental.

## Disponibilités du titre
CD 1 Royaume-Uni et Australie
1. Hands Clean (album version) – 4:29
2. Fear of Bliss (non-LP track) – 4:36
3. Sister Blister (non-LP track) – 4:10

CD 2 Royaume-Uni
1. Hands Clean – 4:29
2. Unprodigal Daughter – 4:09
3. Symptoms – 4:15

Single maxi Europe
1. Hands Clean – 4:29
2. Awakening Americans – 4:25
3. Unprodigal Daughter – 4:09
4. Symptoms – 4:15

Single CD US
1. Hands Clean – 4:29
2. Awakening Americans – 4:25
3. Symptoms – 4:15